# Danilo Ilić
Danilo Ilić (1891, Bosna a Hercegovina – 3. února 1915, tamtéž) byl členem tajné srbské nacionalistické organizace Černá ruka a hlavním organizátorem a vůdcem skupiny osob, které dne 28. června 1914 provedly úspěšný atentát na Františka Ferdinanda d'Este. Vystudoval Státní pedagogickou univerzitu v Sarajevu, po dokončení studia pak určitou dobu vyučoval na základní škole. Ilic se v roce 1913 přestěhoval do Bělehradu, kde pracoval jako novinář a stal se členem tajné organizace Černá ruka.

## Sarajevský atentát
V roce 1914 se Ilić vrátil do Sarajeva, kde působil jako redaktor místních Novin Srbů. Téhož roku spoluorganizoval nábor mladých mužů do skupiny Černá ruka, a během léta vybrali Gavrilo Principa, Nedeljko Čabrinoviće a Trifko Grabeže k provedení atentátu na arcivévodu Františka Ferdinanda, který byl posléze spáchán dne 28. června 1914.
Princip a Nedeljko Čabrinović byli po atentátu zatčeni a vyslýcháni policií. Výše zmínění u výslechu odmítali vypovídat a vyzradit jména kompliců. Policie však veškerá jména a informace o spiklencích získala od jiného, méně významného člena organizace, který byl zadržen během namátkové silniční kontroly. Muhamedovi Mehmedbašićovi se podařilo uniknout do Srbska, avšak Ilić, Veljko Čubrilović, Vaso Čubrilović, Cvijetko Popović a Miško Jovanović byli zatčeni a obviněni.
Z účasti na atentátu bylo obviněno celkem osm osob, k dalším obviněním patřila také velezrada a vražda arcivévody Františka Ferdinanda. Podle tehdejšího rakousko-uherského práva nesměla být k trestu smrti odsouzena osoba mladší dvaceti let. Nedjelko Čabrinović, Gavrilo Princip a Trifko Grabež proto dostali nejvyšší dvacetiletý trest odnětí svobody, Vaso Čubrilović dostal 16 let a Cvijetko Popovic 13 let. Danilo Ilić, Veljko Čubrilovic a Miško Jovanović, kteří se na atentátu přímo podíleli, byli odsouzeni k trestu smrti oběšením dne 3. února 1915.